# Siamanna
Siamanna é uma comuna italiana da região da Sardenha, província de Oristano, com cerca de 863 habitantes. Estende-se por uma área de 28 km², tendo uma densidade populacional de 31 hab/km². Faz fronteira com Allai, Oristano, Ruinas, Siapiccia, Simaxis, Villaurbana.